# Gleichenia kiusiana
Gleichenia kiusiana là một loài dương xỉ trong họ Gleicheniaceae. Loài này được Makino mô tả khoa học đầu tiên năm 1904.
Danh pháp khoa học của loài này chưa được làm sáng tỏ. 